# Studio Harcourt

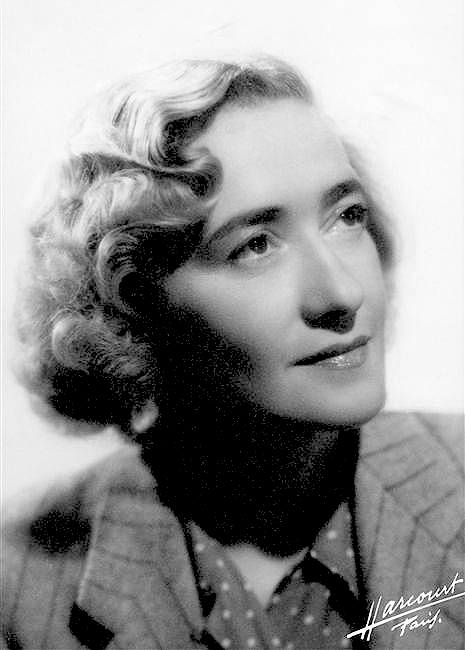
Cosette Harcourt 1934.

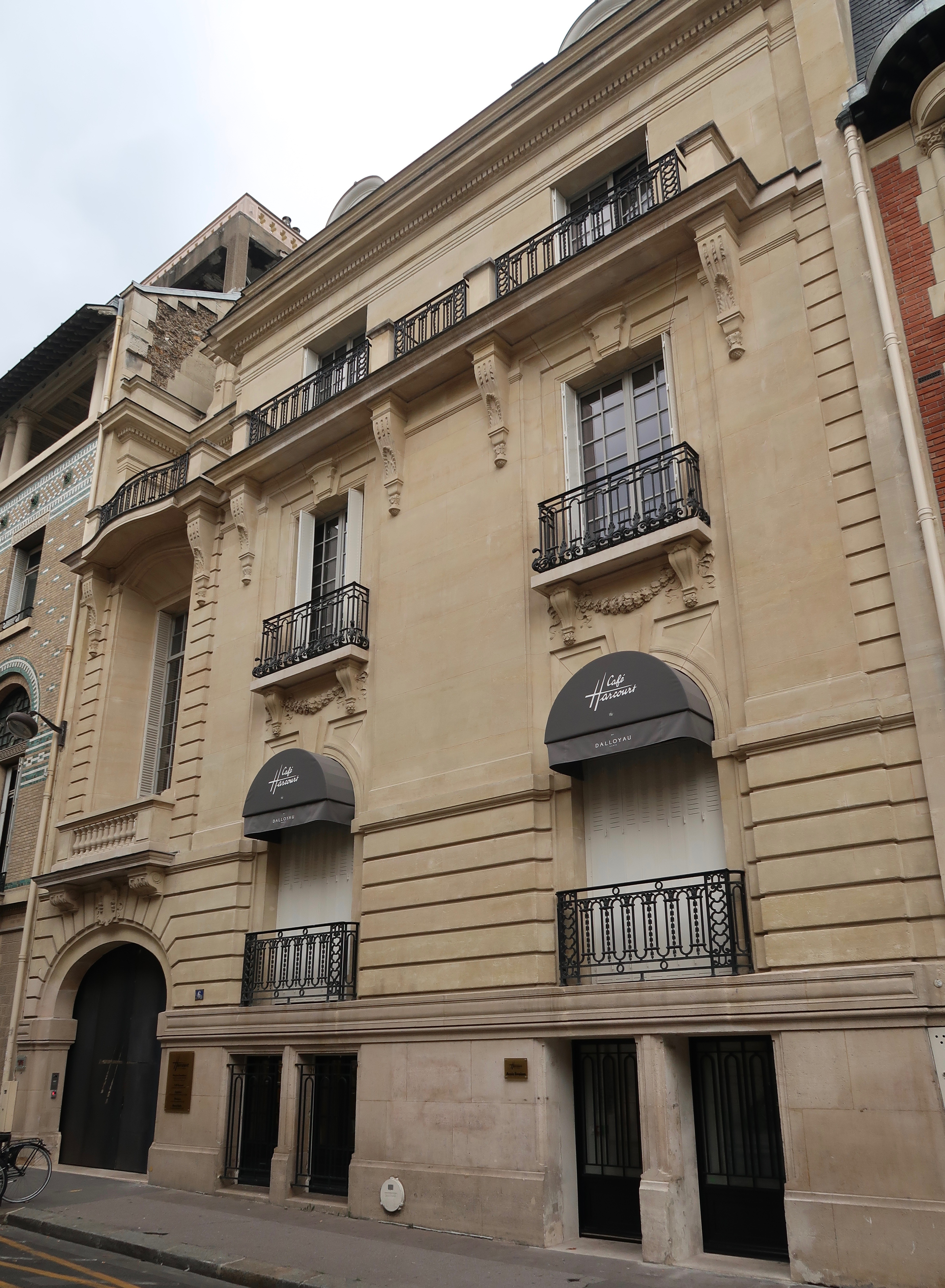
Studio Harcourt.

Studio Harcourt é um estúdio de fotografia fundado em 1934 em Paris. Seus retratos são considerados património da cultura universal.